# Apolónia da Palestina

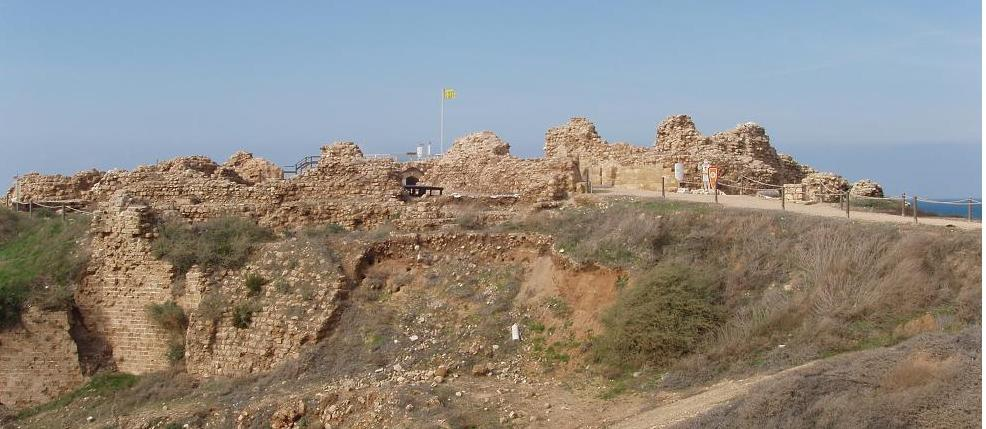
Ruínas em Arzufe

Apolónia da Palestina (em grego clássico: Απολλωνία; romaniz.: Apollonia), modernamente conhecida como Tel Arçufe (em hebraico: Tel Arsuf) ou somente  Arzufe (Arzuf), Arçufe (Arsuf), Arsofe (Arshof), Asser, Arçur (Arsur) e Sozus, é um sítio arqueológico situado em Herzliya na região Sarom, Israel. Era uma cidade romana com uma fábrica de vidro. Grandes partes da cidade afundaram no mar.